# 摩登兄弟
摩登兄弟，中国流行摇滚乐队。2014年成立，2015年进驻YY直播并正式出道。乐队原先为五人阵容，成员分别为主唱刘宇宁（小宁）、主唱隋艺（大艺）、吉他手陈卓（阿卓）、键盘手张宇（大飞）、萨克斯手杨洋（洋仔）。之后由于隋艺、杨洋的退出，从而形成如今的三人阵容。

## 成员
| 姓名               | 出生日期                         | 岗位   | 备注                             |
| ------------------ | -------------------------------- | ------ | -------------------------------- |
| 刘宇宁 （小宁）    | 1990年1月8日 · 中国辽宁省丹东市  | 主唱   |                                  |
| 隋艺 （大艺）      | 1987年7月19日 · 中国辽宁省丹东市 | 主唱   | 2017年退出，现为“艺洋会”组合成员 |
| 陈卓 （阿卓）      | 1989年8月2日 · 中国辽宁省丹东市  | 吉他   |                                  |
| 张宇 （大飞）      | 1983年2月17日 · 中国辽宁省丹东市 | 键盘   |                                  |
| 杨洋 （洋仔/羊仔） | 1990年1月16日 · 中国辽宁省丹东市 | 萨克斯 | 2017年退出，现为“艺洋会”组合成员 |

## 演艺经历
摩登兄弟成立于2014年，由主唱刘宇宁、隋艺、吉他手陈卓、键盘手张宇、萨克斯手杨洋组成。2015年3月，摩登兄弟进驻YY直播，以表演唱歌为主。同年年中，他们与美国音乐人司徒松（Keith Stuart）合作，发表第一首乐队单曲《排山倒海》。
2016年，主唱刘宇宁、隋艺参加湖南卫视综艺节目《我想和你唱》。
2017年3月，隋艺、杨洋退出乐队，自此乐队转变为三人阵容。4月，乐队的直播地点由室内转向街头。
2018年1月21日，出席《YY2017年度盛典》。6月4日，在直播唱《講真的》就此一炮而紅。8月17日，在广州中央车站展演中心举办首次线下歌友会。10月19日，参加《浙江卫视秋季盛典》。
2019年1月12日，出席《YY2018年度盛典》，并夺得“娱乐最佳组合”奖项。

## 音乐作品
| 发行时间 | 歌曲名称         | 语言                  | 备注                                   |
| -------- | ---------------- | --------------------- | -------------------------------------- |
| 2014年   | 《东北版滑板鞋》 | 国语 （夹杂东北方言） | 根据庞麦郎原唱的《我的滑板鞋》改编翻唱 |
| 2015年   | 《排山倒海》     | 国语                  | 首支乐队单曲                           |
| 2018年   | 《兄弟情》       | 国语                  | 电影《镇魔司：四象伏魔》主题曲         |
| 2018年   | 《怒火》         | 国语                  | 网络电影《刑凶手札》主题曲             |

### 電視劇歌曲
| 发行时间 | 歌曲名称               | 语言 | 备注                                                         |
| -------- | ---------------------- | ---- | ------------------------------------------------------------ |
| 2018年   | 《让酒》               | 国语 | 电视剧《沙海 》插曲                                          |
| 2018年   | 《恋語1910》           | 国语 | 电视剧《十年阳光十年华》推广曲                               |
| 2018年   | 《愿意为你去冒险》     | 国语 | 电视剧《天坑鹰猎》推广曲                                     |
| 2019年   | 《装模作样》           | 国语 | 《一场遇见爱情的旅行》电视剧人物主题曲                       |
| 2019年   | 《带风的少年》         | 国语 | 电视剧《热血少年》主題曲(与黃子韬合唱)                       |
| 2019年   | 《戒》                 | 国语 | 电视剧《热血少年》片尾曲                                     |
| 2020年   | 《当遇见你》           | 国语 | 电视剧《冰糖炖雪梨》片尾曲                                   |
| 2020年   | 《没那么难》           | 国语 | 电视剧《全世界最好的你》片尾曲                               |
| 2020年   | 《断缘诀》             | 国语 | 电视剧《太古神王》主题曲                                     |
| 2020年   | 《要替我幸福》         | 国语 | 电视剧《暖暖,请多指教》片尾曲                                |
| 2020年   | 《浪》                 | 国语 | 电视剧《河神2》主题曲                                        |
| 2020年   | 《你说爱情啊》         | 国语 | 电视剧《我的漂亮朋友》主题曲                                 |
| 2020年   | 《琉璃》               | 国语 | 电视剧《琉璃》片头曲                                         |
| 2020年   | 《余生只想握紧你的手》 | 国语 | 电视剧《亲爱的自己》插曲                                     |
| 2020年   | 《逆行者》             | 国语 | 电视剧《最美逆行者》第一单元“逆行”篇章主题曲                 |
| 2020年   | 《我愿意》             | 国语 | 电视剧《最初的相遇，最后的别离》主题曲                       |
| 2020年   | 《冥冥有声》           | 国语 | 电视剧《终极笔记》主题曲                                     |
| 2020年   | 《风起时再见》         | 国语 | 电视剧《迷雾追踪》主题曲                                     |
| 2020年   | 《无华》               | 国语 | 电视剧《有翡》片尾曲（与张靓颖合唱）                         |
| 2021年   | 《果如》               | 国语 | 电视剧《假日暖洋洋》片尾曲                                   |
| 2021年   | 《爱情之所以》         | 国语 | 电视剧《正青春》插曲                                         |
| 2021年   | 《心动》               | 国语 | 电视剧《我的时代，你的时代》片尾曲                           |
| 2021年   | 《青年有为》           | 国语 | 电视剧《约定》单元曲                                         |
| 2021年   | 《巨浪的交响》         | 国语 | 电视剧《约定》片尾曲，与陈令韬，刘维，王晰，丁爽，段奥娟合作 |
| 2021年   | 《苍穹之下》           | 国语 | 电视剧《斗罗大陆》人物曲                                     |
| 2021年   | 《天问》               | 国语 | 电视剧《山河令》片头曲                                       |
| 2021年   | 《本可以》             | 国语 | 电视剧《司藤》主題曲                                         |
| 2021年   | 《眷恋》               | 国语 | 电视剧《你是我的城池营壘》                                   |
| 2021年   | 《你是我所有》         | 国语 | 电视剧《良辰美景好时光》片尾曲                               |
| 2021年   | 《一爱如故》           | 国语 | 电视剧《长歌行》插曲                                         |
| 2021年   | 《人生啊》             | 国语 | 电视剧《八零九零》主題曲                                     |
| 2021年   | 《专属蓝天》           | 国语 | 电视剧《风暴舞》片尾曲                                       |
| 2021年   | 《同生》               | 国语 | 电视剧《南烟斋笔录》插曲                                     |
| 2021年   | 《呢喃》               | 国语 | 电视剧《风暴舞》片尾曲                                       |

## 演唱会
| 时间   | 地区     | 名称                   | 备注                   |
| ------ | -------- | ---------------------- | ---------------------- |
| 2019年 | 中国大陆 | 摩登兄弟成长风暴演唱会 | 摩登兄弟首场团体演唱会 |

### 2019 摩登兄弟成长风暴 巡回演唱会（7場）
| 場次 | 日期           | 国家／地区 | 城市 | 场馆                         |
| ---- | -------------- | ---------- | ---- | ---------------------------- |
| 1    | 2019年8月17日  | 中国大陆   | 北京 | 凯迪拉克中心（五棵松体育馆） |
| 2    | 2019年8月18日  | 中国大陆   | 北京 | 凯迪拉克中心（五棵松体育馆） |
| 3    | 2019年8月31日  | 中国大陆   | 上海 | 梅赛德斯奔驰文化中心         |
| 4    | 2019年10月26日 | 中国大陆   | 成都 | 五粮液成都金融城演艺中心     |
| 5    | 2019年11月9日  | 中国大陆   | 广州 | 广州海心沙亚运公园           |
| 6    | 2019年11月30日 | 中国大陆   | 大连 | 大连体育中心体育馆           |